# Hrvoje Perić
Hrvoje Perić, né le 25 octobre 1985, à Dubrovnik, en République socialiste de Croatie, est un joueur croate de basket-ball. Il évolue au poste d'ailier.

## Palmarès
- Champion de Croatie 2003
- Coupe de Croatie 2004